# Klamovka (Praha)
Klamovka (Vokrouhlík) je rokoková usedlost a zahrada nacházející se dnes v pražské čtvrti Smíchov poblíž hranice Košíř.

## Historie

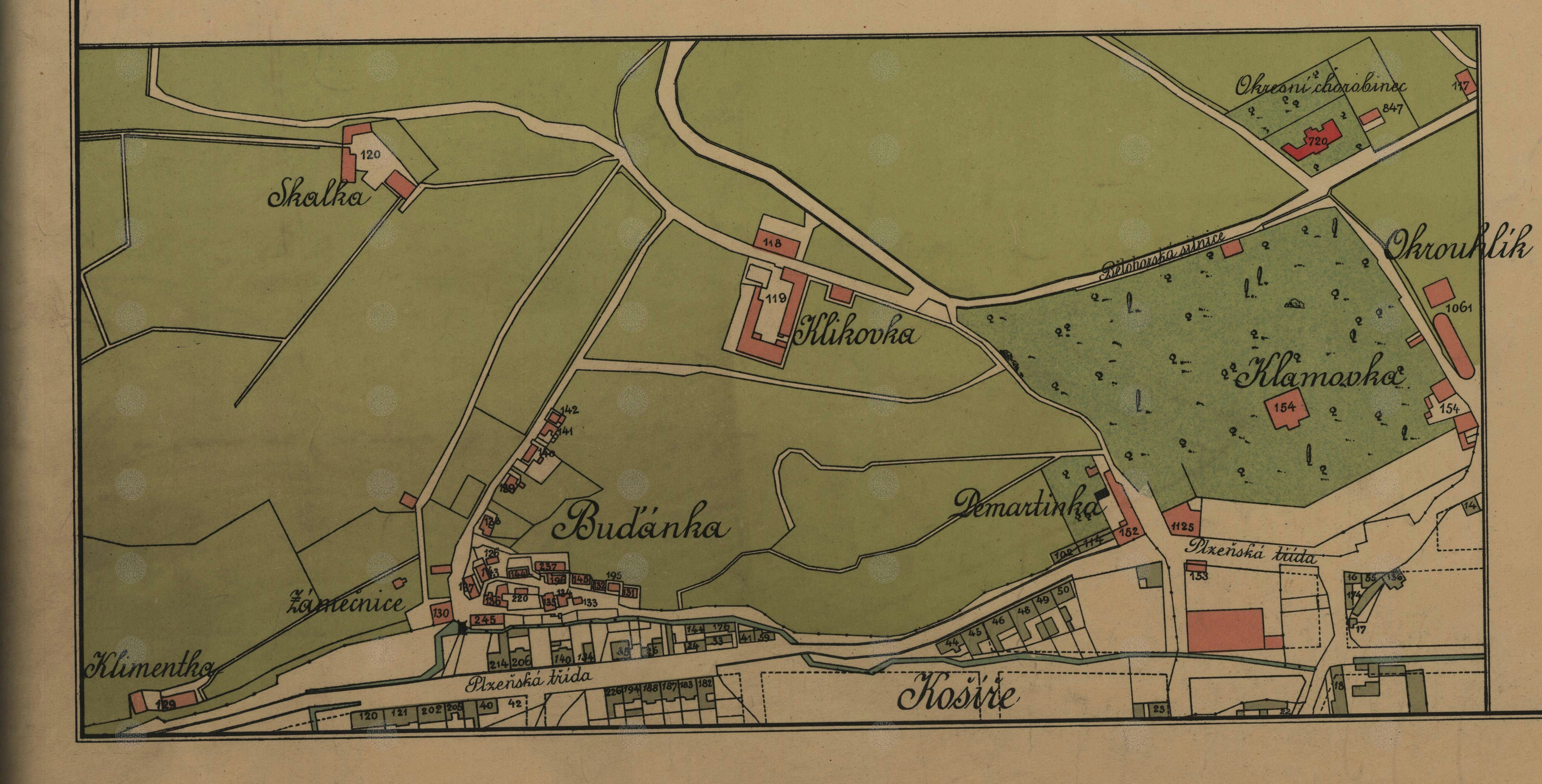
Klamovka na mapě Smíchova z roku 1906

Stojí na místě bývalých vinic. Ty zde nechal založit již římský císař a český král Karel IV. v těsné blízkosti někdejších pražských hradeb. Stávala zde pravděpodobně malá hospodářská usedlost vybavená viničným lisem. Vinice s usedlostí spadaly pod kartouzský klášter. V průběhu dějin a všelikých válečných událostí i dobových zvratů usedlost různě měnila své majitele. Z 15. století pak pochází místní název Oslice, to podle jednoho z majitelů usedlosti, jenž prý také vlastnil na Staroměstském náměstí dům, který se jmenoval "U Oslů". Současný název Klamovka pochází od šlechtického rodu hrabat Clam-Gallasů, která tuto nemovitost získala do svého majetku někdy v polovině 18. století. Clam-Gallasové pak zde postavili jednopatrovou usedlost v barokním slohu. Jednalo se vlastně o větší vilu či malý výletní zámeček opatřený mansardovou střechou. Kolem zámečku pak nechali vysázet listnaté stromy tak, aby vznikl anglický park. Ten byl později doplněn dalšími drobnými romantickými stavbami v areálu parku.

### Park

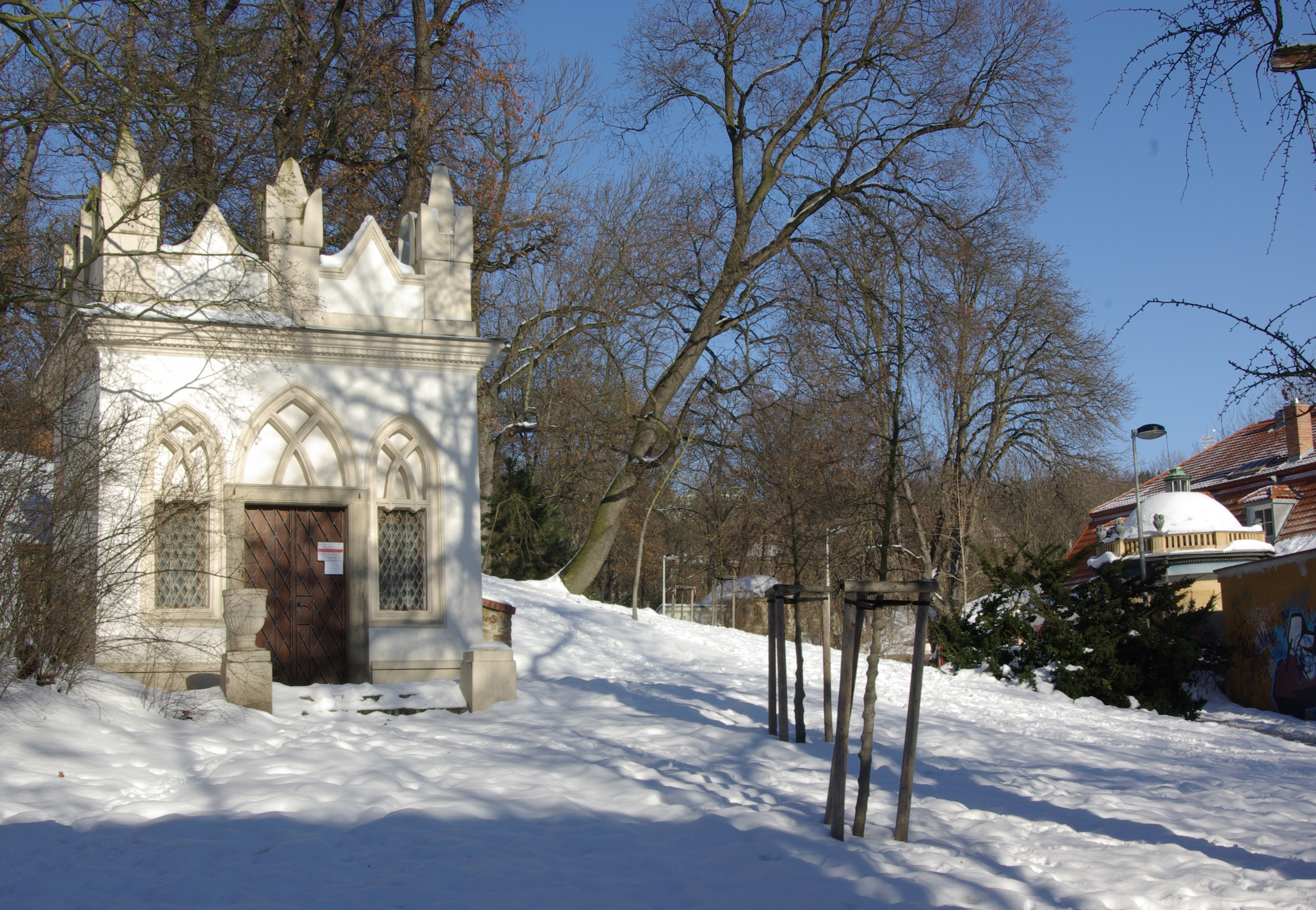
Novogotický altán Klamovka, vpravo kupole chrámku noci

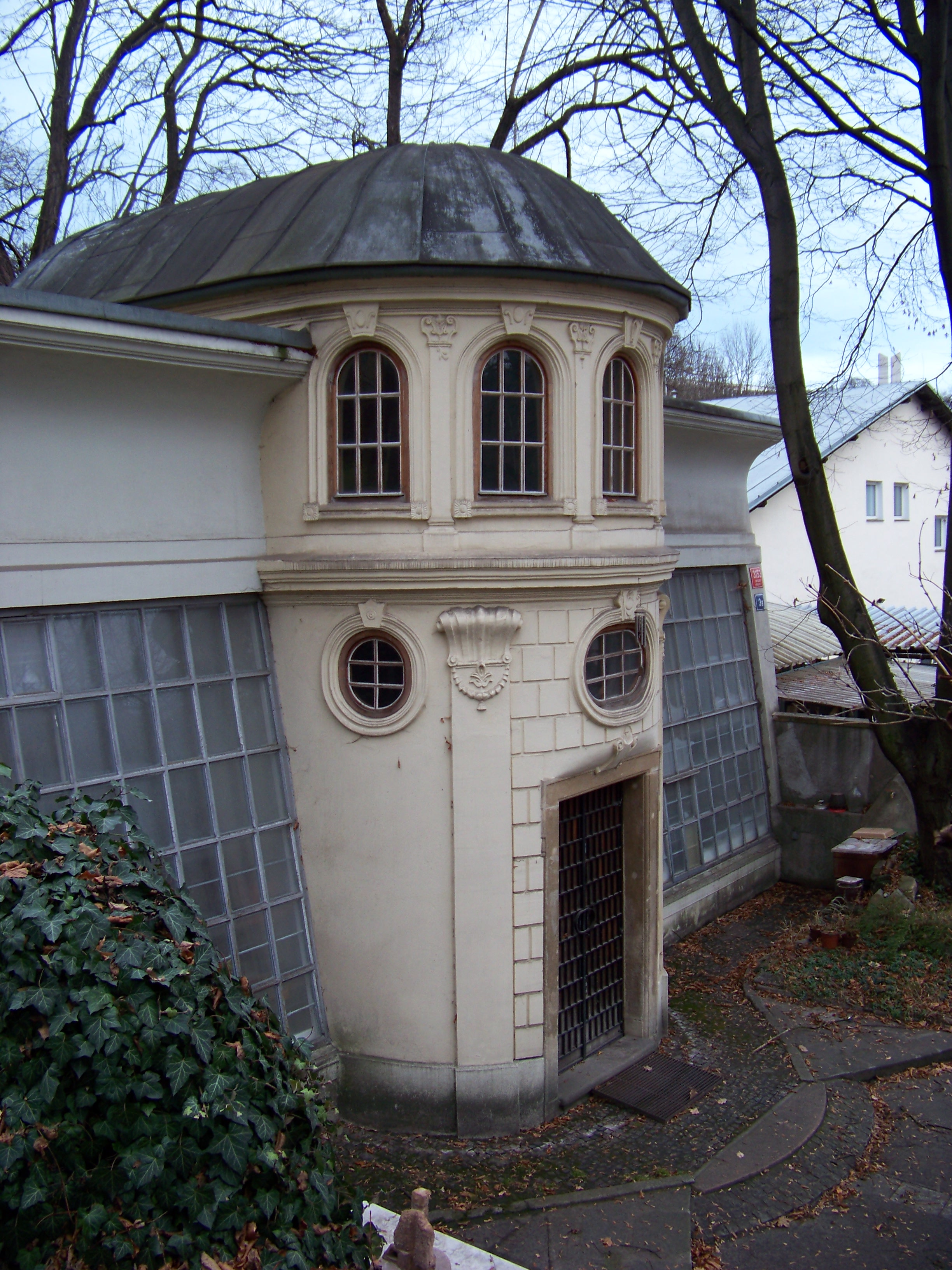
Rokokový skleník, Podbělohorská 3153/3a

Dnešní vstup do parku z Plzeňské ulice pak pochází z roku 1752. Stojí zde také malý kostelík Nanebevzetí Panny Marie, který byl vystavěn v témže roce přestavbou původní barokní kapličky pocházející někdy z konce 17. století. Nad kostelíkem se pak nalézá novogotický altán vybudovaný roku 1820. Altán byl nedávno nově rekonstruován a slouží nyní jakožto výstavní síň. Výše nad ním se nachází Chrámek noci pocházející z konce 18. století. Jedná se o menší centrální objekt, který má zasklené otvory ve své kopuli, což prý mělo vyvolávat optickou iluzi hvězdné oblohy. Dále nad ním je umístěn jiný zahradní altán v pozdně barokního původu pocházející také ze 2. poloviny 18. století, nyní je někdejší altán používán jakožto ateliér. V parku kdysi Clam-Gallasové chovali smečku vlků i s medvědy. Hrabě Eduard Clam-Gallas, slavný generál císařských vojsk, v parku postavil malý pomníček, jenž měl připomínat jeho oblíbeného vojenského koně. Obdobně pak kněžna Kristina Colloredo-Mansfeldová dala koncem 18. století postavit další malý pomníček své milé rajce (což byl malý ozdobný pták), která pocházela až z tehdy velice daleké a exotické země, Brazílie.

### 19. století
Velký rozkvět zámeckého parku nastal v polovině 19. století zásluhou místního zahradníka. Jednalo se o pana Josefa Blechu, který byl také znám jakožto úspěšný pořadatel velké květinové výstavy v tehdejší Praze. Po něm zde také jako zahradník působil i syn české spisovatelky Boženy Němcové Karel. V neděli a ve svátky býval park otevřený pro veřejnost. V roce 1895 park i s nemovitosti v něm umístěnými zakoupil košířský starosta Matěj Hlaváček. Ten zde otevřel novou zahradní restauraci doplněnou o taneční sál. Právě v tomto sále pak v roce 1904 provozoval pan Dismas Šlambor (známější pod pseudonymem Viktor Ponrepo) po několik týdnů svůj slavný kinematograf. Matěj Hlaváček, aby usnadnil Pražanům přístup do parku a do zámečku, provozoval nejprve z Anděla omnibusovou dopravu a poté nechal za vlastní peníze postavit ve stejné trase elektrickou dráhu ze Smíchova do Košíř. Tím se ovšem dost zadlužil a protože své podnikatelské dluhy nemohl řádně splácet, spáchal roku 1897 sebevraždu. V polovině 20. let 20. století byly na části pozemku vybudovány obytné domy, ve 30. letech byla restaurace přebudována na tělocvičnu místního Sokola. Okolo bylo vytvořeno venkovní cvičiště, společně s nimi zde vznikly první kryté tenisové kurty v Československu. Známé jsou odtud filmové záběry tenisových exhibicí dvojnásobného mistra světa[zdroj?] Karla Koželuha a univerzálního sportovce herce Vlasty Buriana. V zámečku dnes sídlí Klub Klamovka a ten dodnes slouží pražské mládeži.

### Restaurace
Po druhé světové válce byla v objektu sokolovny zřízena pivnice, která se v období normalizace stala poutním místem příslušníků pražského undergroundu. K atrakcím této hospody patřila kolorovaná fotografie ženy známá jako „Košířská Madona“, jejímž autorem byl Fred Kramer. Obrázek Madony se později stal charakteristickým symbolem časopisu Revolver Revue, jehož redaktoři byli štamgasty Klamovky.

### Galerie

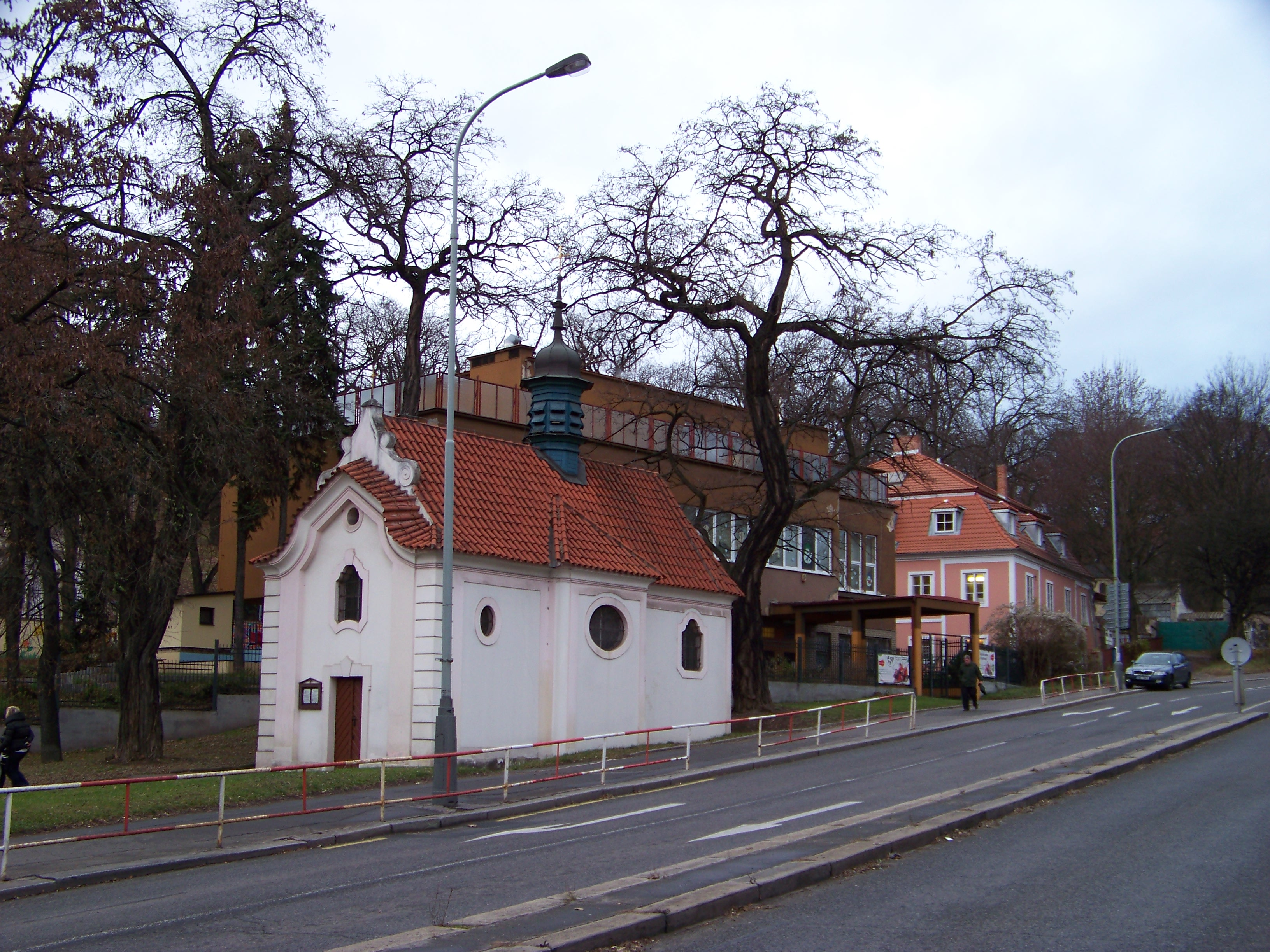
Kostelík Nanebevzetí Panny Marie u usedlosti Klamovka
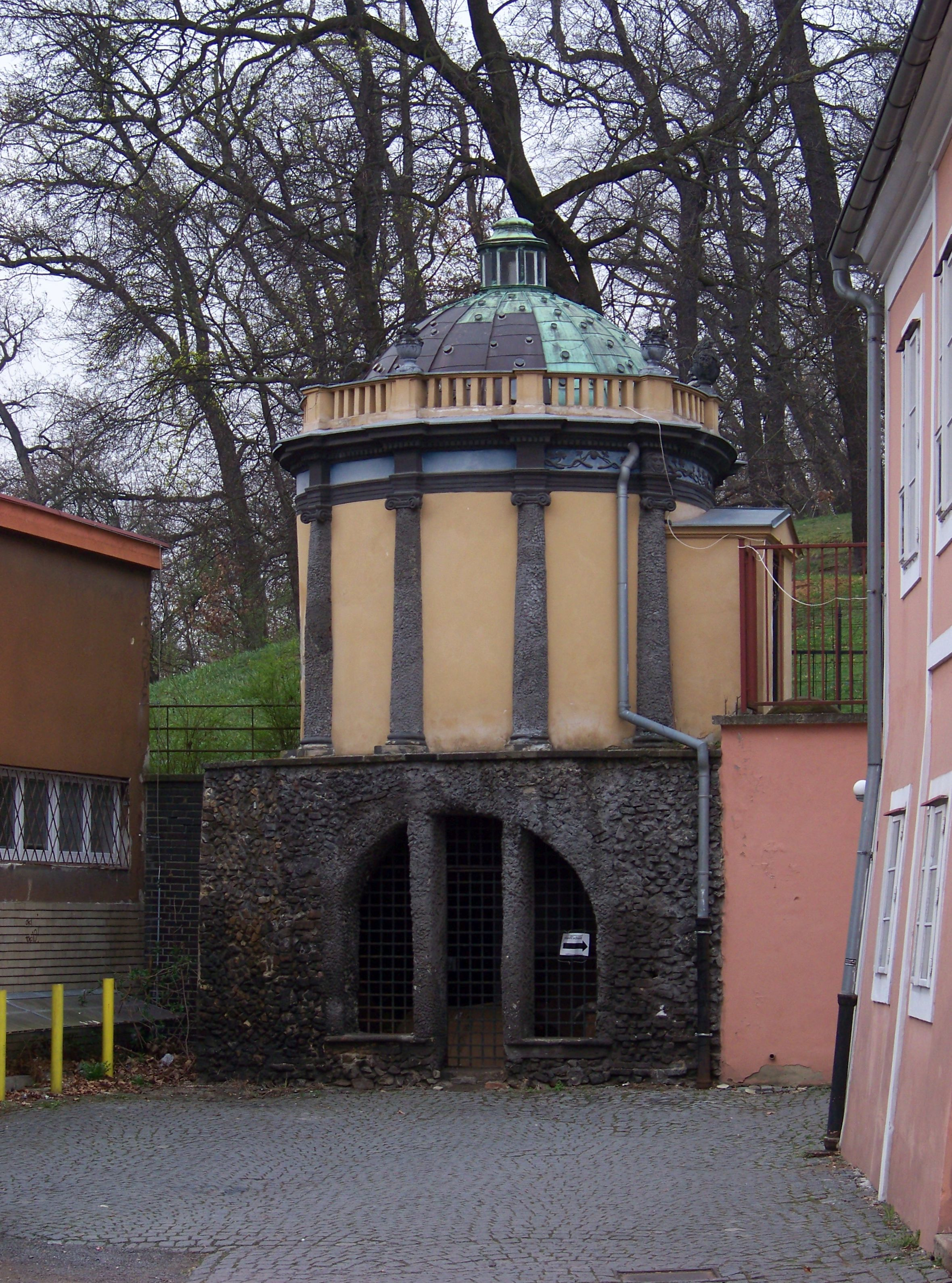
Chrámek noci a poznání
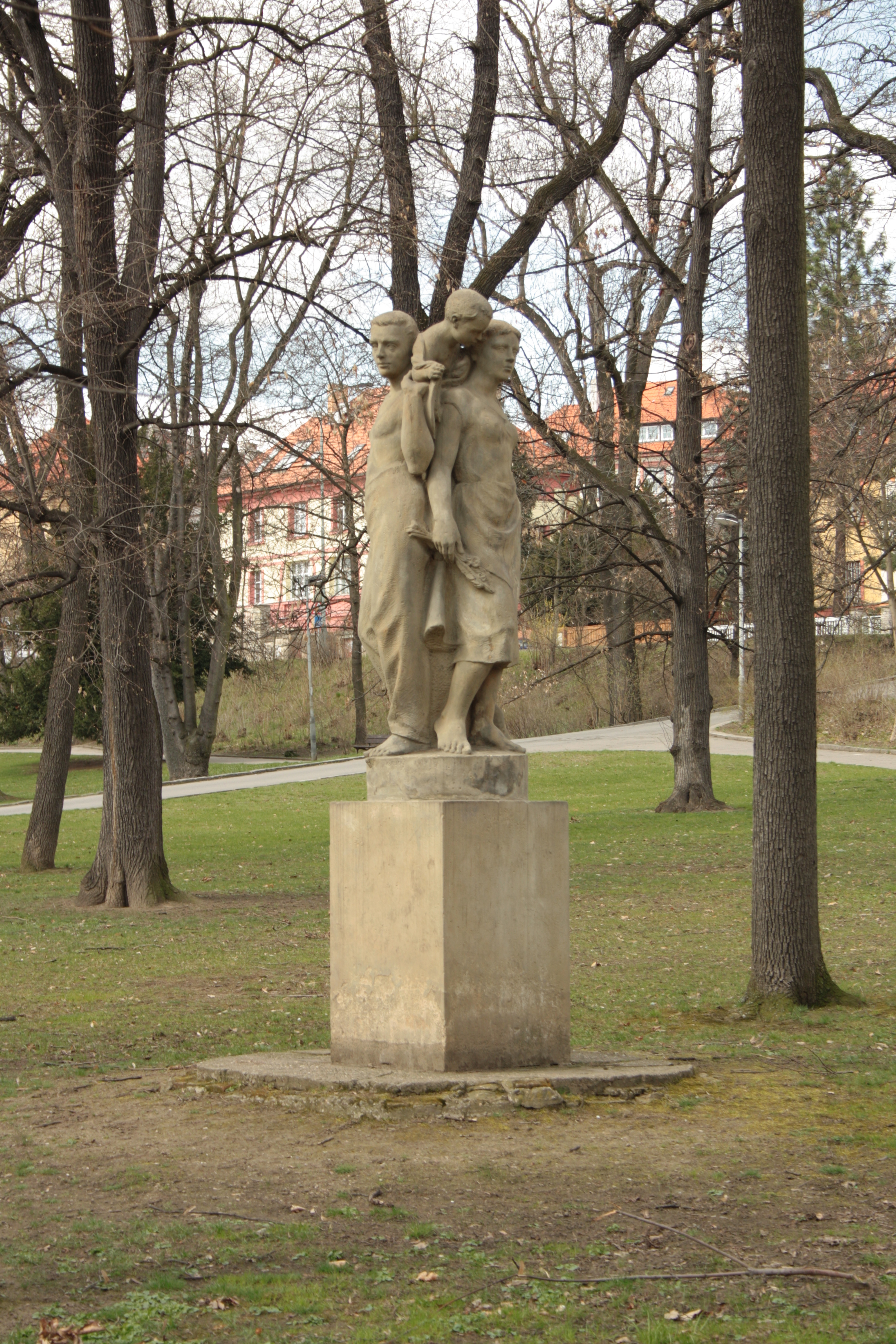
Rodina, sousoší od Karla Velického
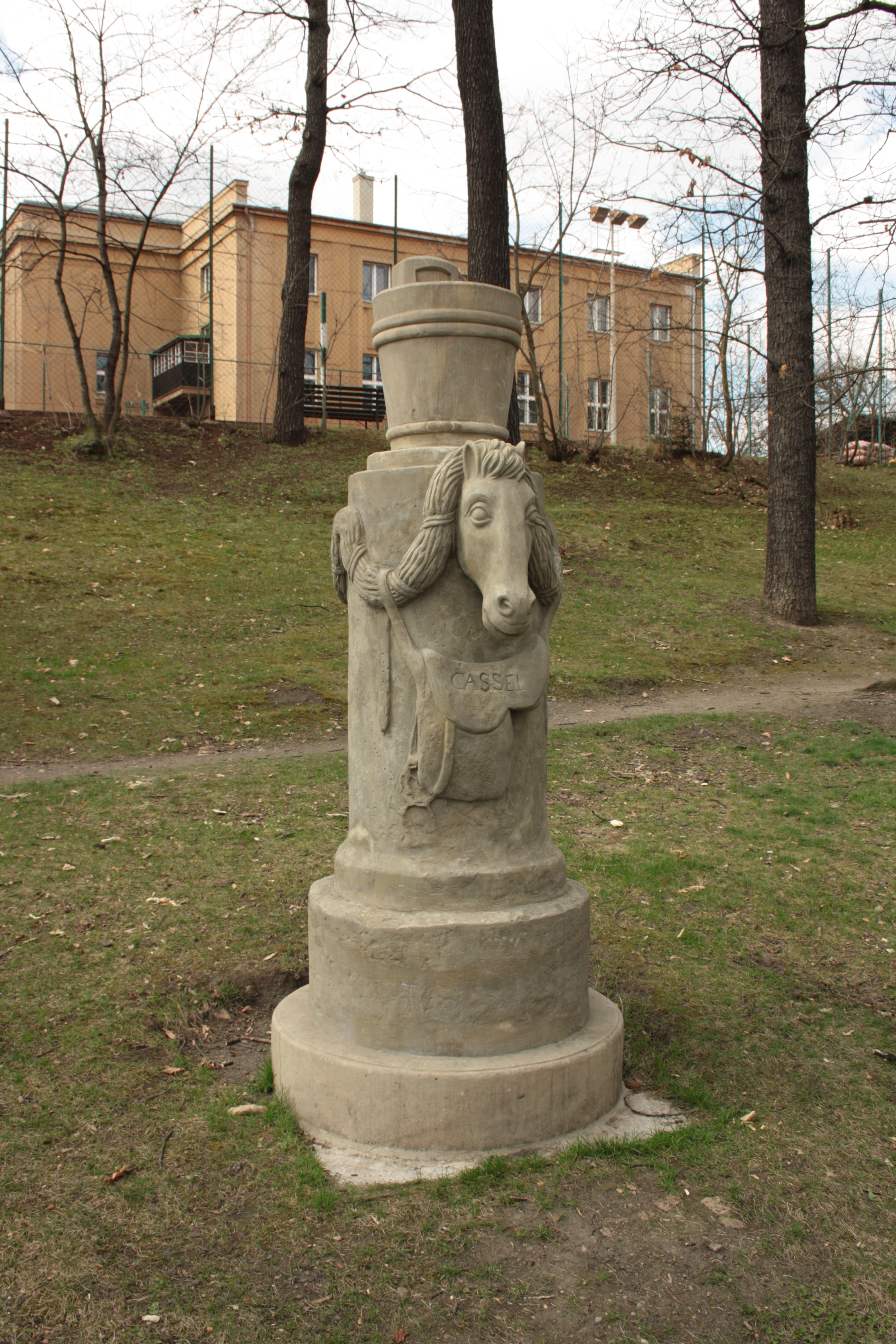
Pomník závodnímu koni Casselovi a restaurace se sokolovnou
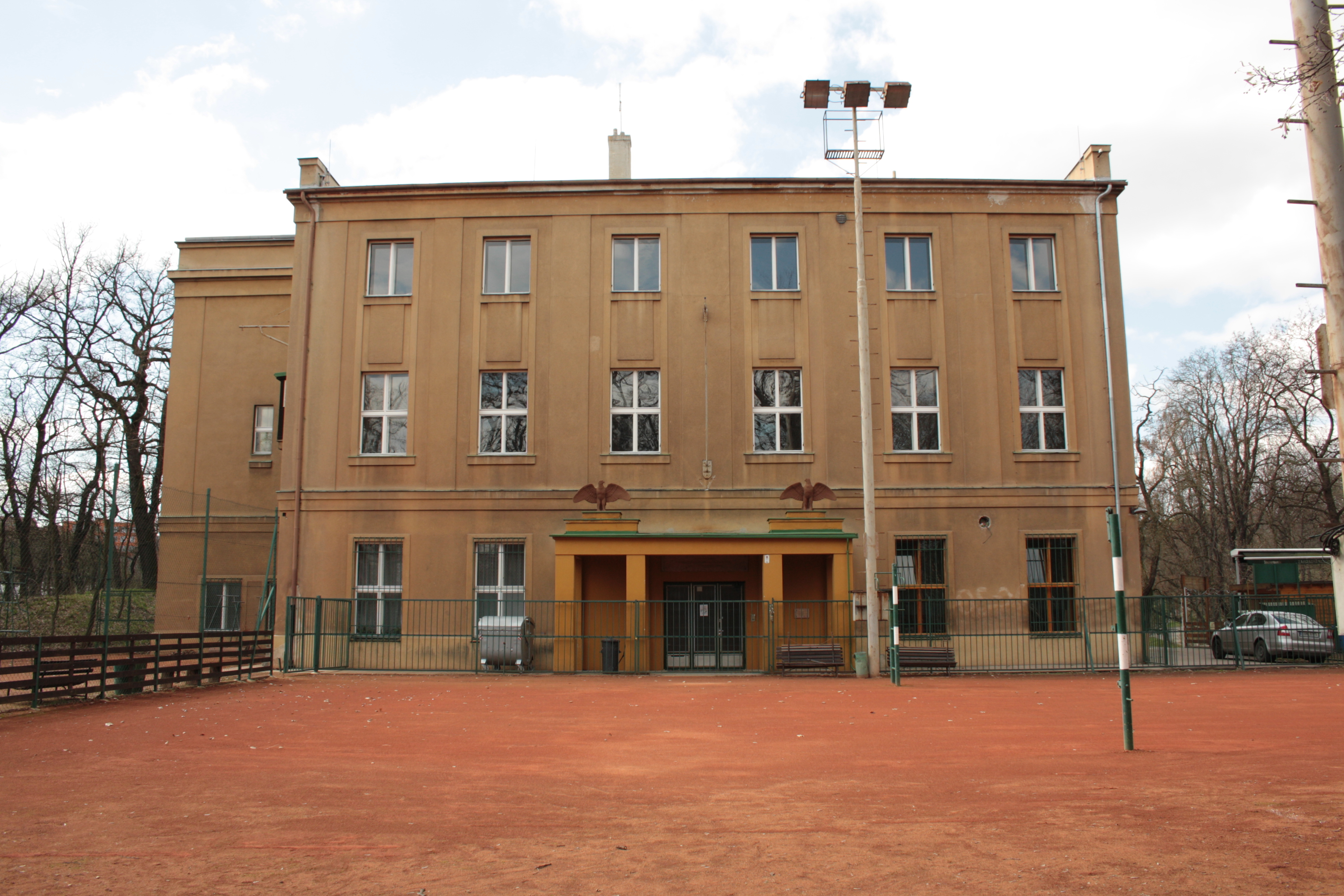
Sokolovna s restaurací na místě původního zámečku
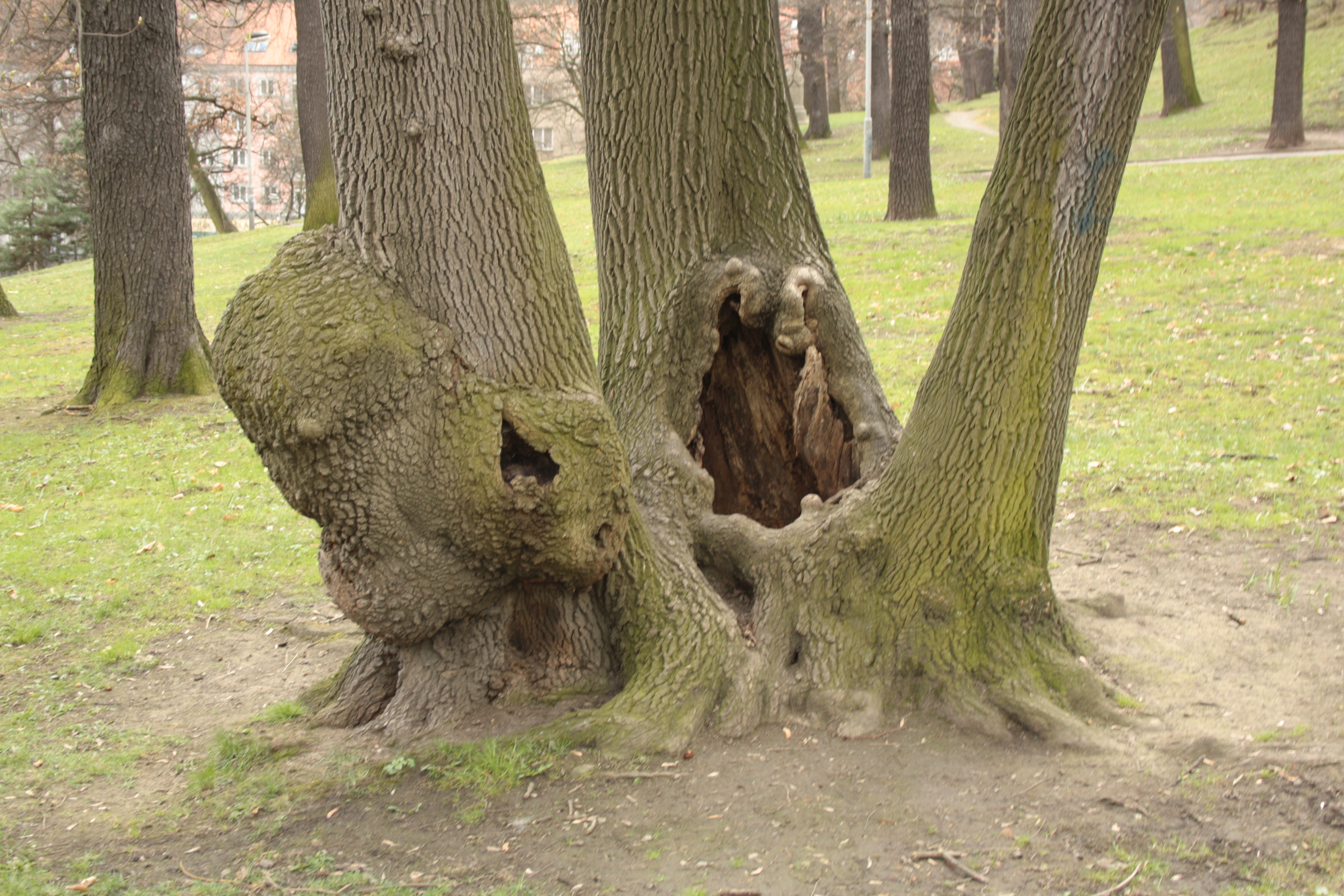
Stromy v parku